# Il principe fusto
Pour plus de détails, voir Fiche technique et Distribution.
Il principe fusto est une comédie italienne réalisée par Maurizio Arena et sortie en 1960.

## Synopsis
Un jeune roturier du Trastevere se fait passer pour un prince afin de courtiser une touriste américaine. Il fait ainsi souffrir sa jeune fiancée.

## Fiche technique
- Titre italien : Il principe fusto[1]
- Réalisateur : Maurizio Arena
- Scénario : Marco Guglielmi, Isa Mari, Umberto Scarpelli, Giandomenico Giagni (it), Lucio Mandarà (it), Maurizio Arena
- Photographie : Massimo Sallusti
- Montage : Jolanda Benvenuti (it)
- Musique : Maurizio Arena
- Décors : Beni Montresor
- Production : Maurizio Arena
- Société de production : M.A. Produzioni Cinematografica
- Pays de production :  Italie
- Langue originale : italien
- Format : Noir et blanc - Son mono
- Durée : 100 minutes
- Genre : Comédie
- Dates de sortie :
  - Italie : 26 mars 1960

## Distribution
- Maurizio Arena : Ettore
- Lorella De Luca : Angela
- Michèle Girardon : Susan Burton
- Noel Trevarthen : Comte Bubi Pignavasi
- Ivo Del Bianco : Raimondo di Santoliquido
- Piero Lulli : Professeur
- Cathia Caro : Lucia
- Memmo Carotenuto : Domenico
- Marianne Leibl : sœur Marianna, l'usurière
- Amedeo Di Lorenzo : le père d'Ettore
- Elvira Di Lorenzo : la mère d'Ettore
- Ugo Tognazzi : moine
- Raimondo Vianello : moine
- Tina Perna : mère d'Angela
- Bruno Tocci : serveur au cocktail
- Giancarlo Zarfati : Pippetto
- Franco Coop : le majordome Bastiano
- Ennio Girolami : l'ami d'Ettore
- Giampiero Littera : ami d'Ettore
- Dina Perbellini : la mère de Susan